# 现代健康科技

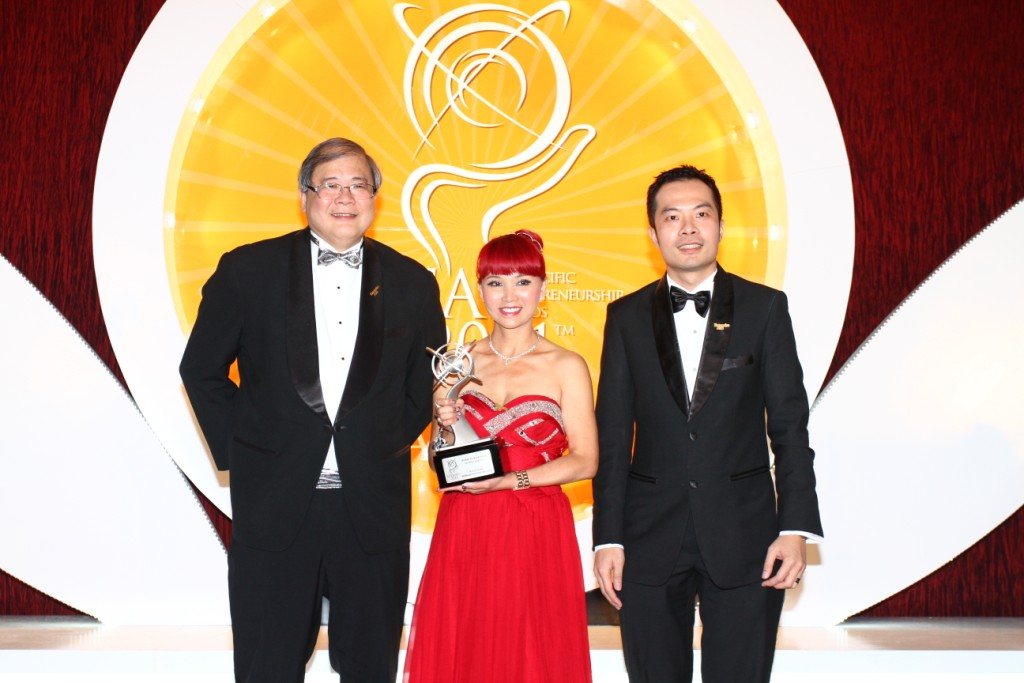
Miss Joyce Tsang

现代健康科技控股有限公司，簡稱现代健康科技（英語：Modern Healthcare Technology Holdings Limited，港交所：0919），1986年由曾裕（董事長）創立，現時業務主要經營美容、保健、纖體等行業。總裁為李守義。業務地區為香港、中國內地和新加坡。

## 簡介
公司股份在2006年2月9日，在香港交易所主板上市，招股價為0.88港元，所有發行股份為180,000,000股，集資額為158,400,000港元。香港營業地點位於香港九龍九龍灣啟祥道9號信和工商中心6樓。
代言人則有蔡少芬、關心妍、張睿玲、笑、黃婉君、黃婉佩、HotCha、楊思琦、陳凱琳等。2023年最新代言人為Care Lee。
2020年6月26日，现代美容的英文名称已由“Modern Beauty Salon Holdings Limited”更改为“Modern Healthcare Technology Holdings Limited”及其双重外文的中文名称已由“现代美容控股有限公司”更改为“现代健康科技控股有限公司”。股份在联交所买卖的英文股份简称将由"MODERNBEAUTY"更改为"MODERNHEALTHTEC"，而中文股份简称将由“现代美容”更改为“现代健康科技”，均自2020年6月26日上午九时正起生效。
2022年，現代健康科技發盈利預告，預期錄得溢利不少於2,500萬港元。

## 另見
- 鄺旨呈 - 曾裕女士的兒子，樂隊享樂團主音歌手，《全民造星III》參賽者。[5]

## 連結
- ModernBeautySalon.com （页面存档备份，存于）